# Ahmet Zappa

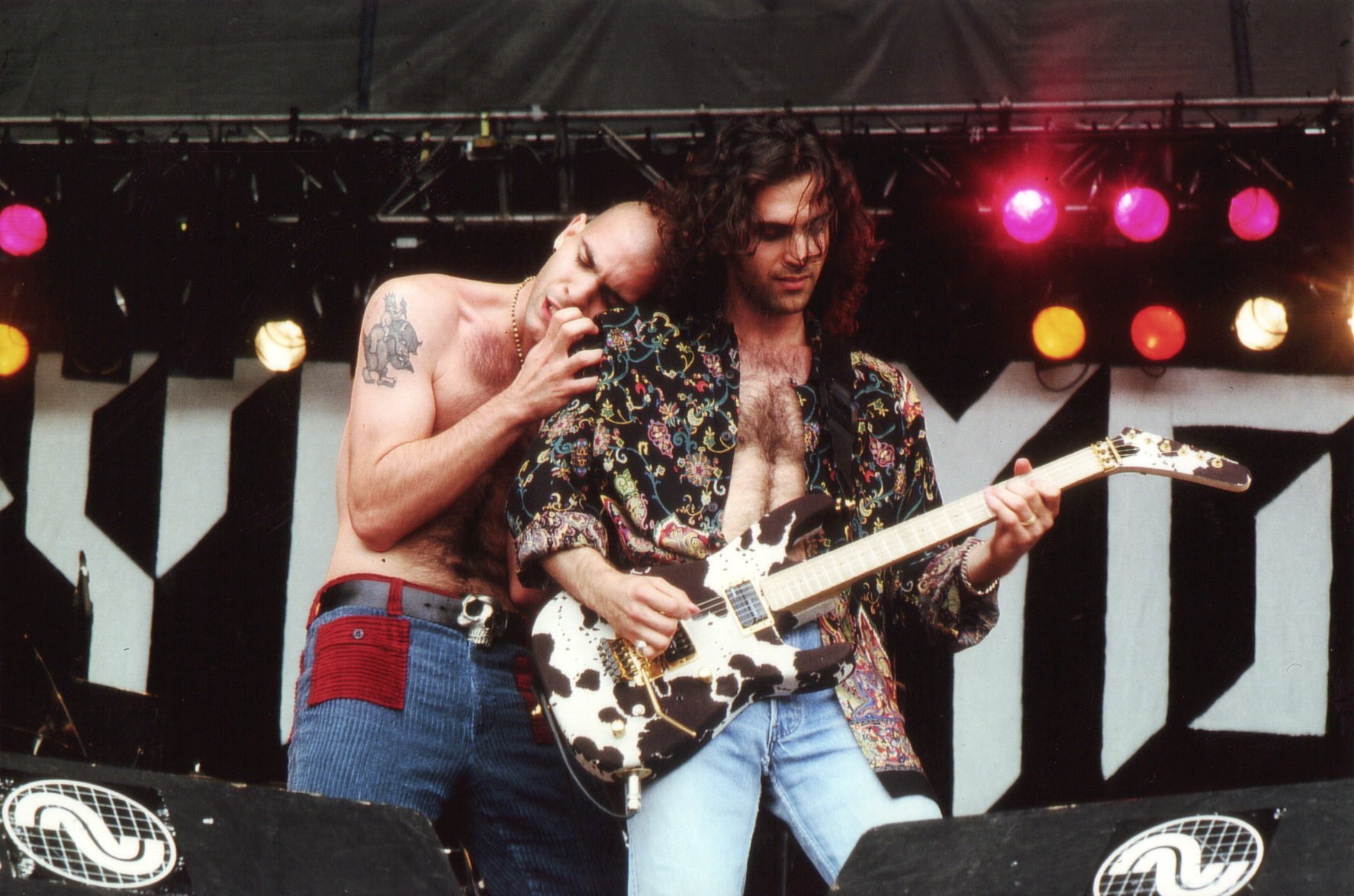
Ahmet und Dweezil Zappa (1993)

Ahmet Emuukha Rodan Zappa (* 15. Mai 1974 in Los Angeles, Kalifornien) ist ein US-amerikanischer Musiker, Schauspieler und Buchautor.
Ahmet Zappa ist das dritte von vier Kindern des Künstlers Frank Zappa. Er wurde nach dem Produzenten Ahmet Ertegün benannt, dem Gründer und Besitzer des Plattenlabels Atlantic Records.
Zusammen mit seinem Bruder Dweezil Zappa spielte er in der Band „Z“ und auf Alben mit Musikern wie Steve Vai oder Mike Keneally. Zappa hatte in den 1990er-Jahren mehrere kleine Fernsehrollen und trat unter anderem in der Fernsehserie Roseanne auf. In der Bildungsserie Robotica war er drei Jahre lang Fernsehmoderator. Im Jahr 2006 schrieb er das Kinderbuch The Monstrous Memoirs of a Mighty McFearless, welches auf Deutsch unter dem Titel Die fabelhaften Monsterakten der furchtlosen Minerva McFearless erschien. Ahmet Zappa ist ferner Drehbuchautor, unter anderem des Disney-Films Das wundersame Leben von Timothy Green, einer vermeintlichen Parodie auf amerikanische Übereltern, in dem ein Wunschkind einem Gemüsebeet entsteigt, gelegentlich betätigt er sich als Filmproduzent.

## Privatleben
Ahmet Zappa heiratete am 24. Januar 2004 die Schauspielerin Selma Blair in Carrie Fishers Haus in Beverly Hills. Blair reichte am 21. Juni 2006 die Scheidung ein.
Aktuell ist er mit Angeleno Shana Muldoon verheiratet. Sie ist Designerin, Stylistin, Autorin und Schwester des Schauspielers Patrick Muldoon. Er hat mit ihr eine gemeinsame, im Jahr 2010 geborene Tochter.

## Veröffentlichungen

### Bücher
- Die fabelhaften Monsterakten der furchtlosen Minerva McFearless – 2006

### Diskografie
- Confessions – 1991
- Shampoo Horn – 1993
- Music For Pets – 1996

### Filme
- 1990: Hart auf Sendung (Pump Up the Volume)
- 1996: Alf – Der Film (Project: ALF, Fernsehfilm)
- 1998: Jack Frost
- 2000: Ready To Rumble
- 2009: Fraggle Rock

### Fernsehbeiträge
- Robotica – 2001/02, Fernsehmoderator für drei Staffeln
- webRIOT – 1999, Fernsehmoderator[8]
- Happy Hour – 1999, Fernsehmoderator